# Werner Carobbio

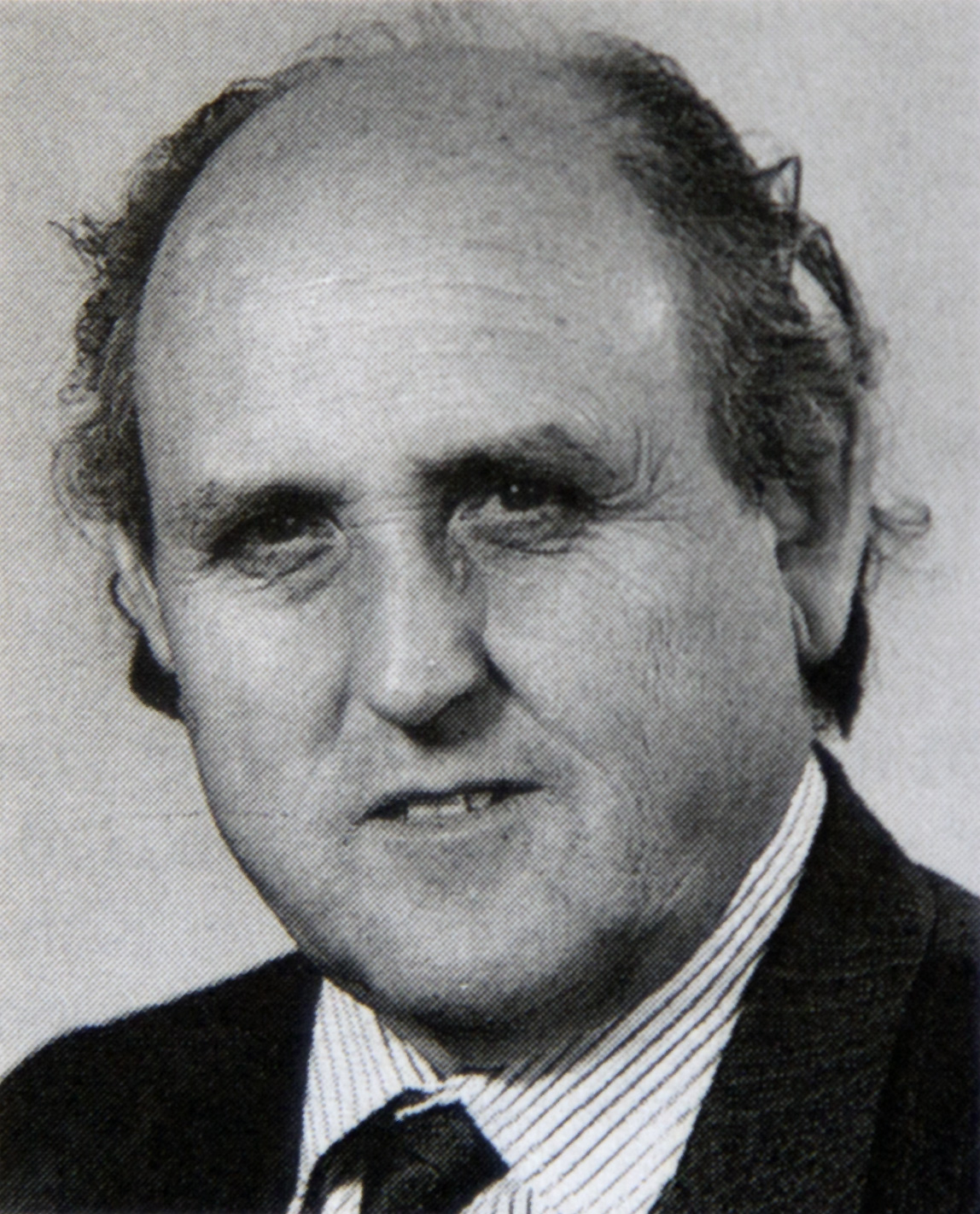
Werner Carobbio

Werner Carobbio (* 10. November 1936 in Mendrisio, heimatberechtigt in Mendrisio; † 7. November 2023) war ein Schweizer Politiker (PSA, SP).

## Karriere
Bereits als junger Mann trat Carobbio der SP bei. Diese schloss ihn aber 1969 wegen «parteischädigenden Verhaltens» aus. Als Reaktion darauf gründete er zusammen mit Pietro Martinelli den Partito Socialista Autonomo (PSA), welcher sich für Transparenz und rationales Handeln einsetzte sowie den Klientelismus im Kanton Tessin an den Pranger stellte. Bei den Parlamentswahlen 1975  wurde Carobbio in den Nationalrat gewählt, wo die Abgeordneten der PdA zusammen mit der POCH eine Linksaussen-Fraktion bildeten. 1992 schloss sich die PSA-Nachfolgepartei PSU der SP Tessin an. Danach sass Carobbio für die SP im Nationalrat. Zu den Parlamentswahlen 1999 trat er nicht mehr an und schied zum 5. Dezember 1999 aus der Grossen Kammer aus.
Der Unternehmensberater war verheiratet und hatte drei Kinder. Seine Tochter Marina Carobbio Guscetti wurde ebenfalls Mitglied des Nationalrates. Er wohnte in Lumino.
Er starb am 7. November 2023 im Alter von 86 Jahren.